# 余部駅
余部駅（よべえき）は、兵庫県姫路市青山北1丁目にある、西日本旅客鉄道（JR西日本）姫新線の駅である。

## 概要
わずか6.1 kmと短い旅程ながら、網干総合車両所余部派出所（旧：姫路鉄道部）への入出庫を兼ねて、姫路駅と当駅間の区間列車が設定されている。
当駅名の由来は、建設当初の所在地名である飾磨郡余部村である。姫路市域には揖保郡余部村を前身とする「余部区」と言う広域地名が揖保川東岸に存在するが、当駅は同区から直線距離で約9 km離れた夢前川西岸に位置しており、余部区とは無関係である。
余部橋梁（余部鉄橋）で有名な山陰本線の餘部駅とは、漢字表記と読み方が異なる。餘部（あまるべ）駅は、所在地は「（美方郡香美町香住区）余部」だが、駅開設が当駅より遅い1959年であり、当駅との重複を避けたためとされる。

## 歴史
- 1930年（昭和5年）9月1日：鉄道省姫津線の終着駅として開設[1]。
- 1931年（昭和6年）12月23日：姫津線当駅 - 東觜崎駅間延伸に伴い、途中駅化。
- 1934年（昭和9年）11月28日：姫津線が姫津東線に改称され、当駅もその所属となる。
- 1936年（昭和11年）
  - 4月8日：姫津東線が姫津線の一部となり、当駅もその所属となる。
  - 10月10日：姫津線が姫新線の一部となり、当駅もその所属となる。
- 1961年（昭和36年）10月1日：貨物取り扱いを廃止[3]。
- 1971年（昭和46年）3月1日：荷物取り扱いを廃止[3][4]。無人駅化[5]。
- 1987年（昭和62年）4月1日：国鉄分割民営化に伴い、西日本旅客鉄道（JR西日本）に当駅を移管[3]。
- 2006年（平成18年）
  - 7月：姫路市による駅前広場整備事業が完成。駅前ロータリー、バス停等が使用開始。
  - 7月18日：当駅から県立大工学部（姫路書写キャンパス）への路線バス試験運行を、2008年3月30日までの予定で開始し、2008年4月1日より運行休止した。
- 2008年（平成20年）4月1日：神姫バス33 - 35系統の3路線が当駅への乗入開始。
- 2009年（平成21年）
  - 3月1日：みどりの窓口営業開始。
  - 4月下旬 - 8月頃：新型車両キハ122・127系用にホーム改造工事実施。
- 2016年（平成28年）3月26日：ICOCAのサービス供用開始。ICカード専用簡易改札機で対応。
- 2024年（令和6年）
  - 11月30日：みどりの窓口の営業を終了[6]。
  - 12月1日：終日無人化[6]。

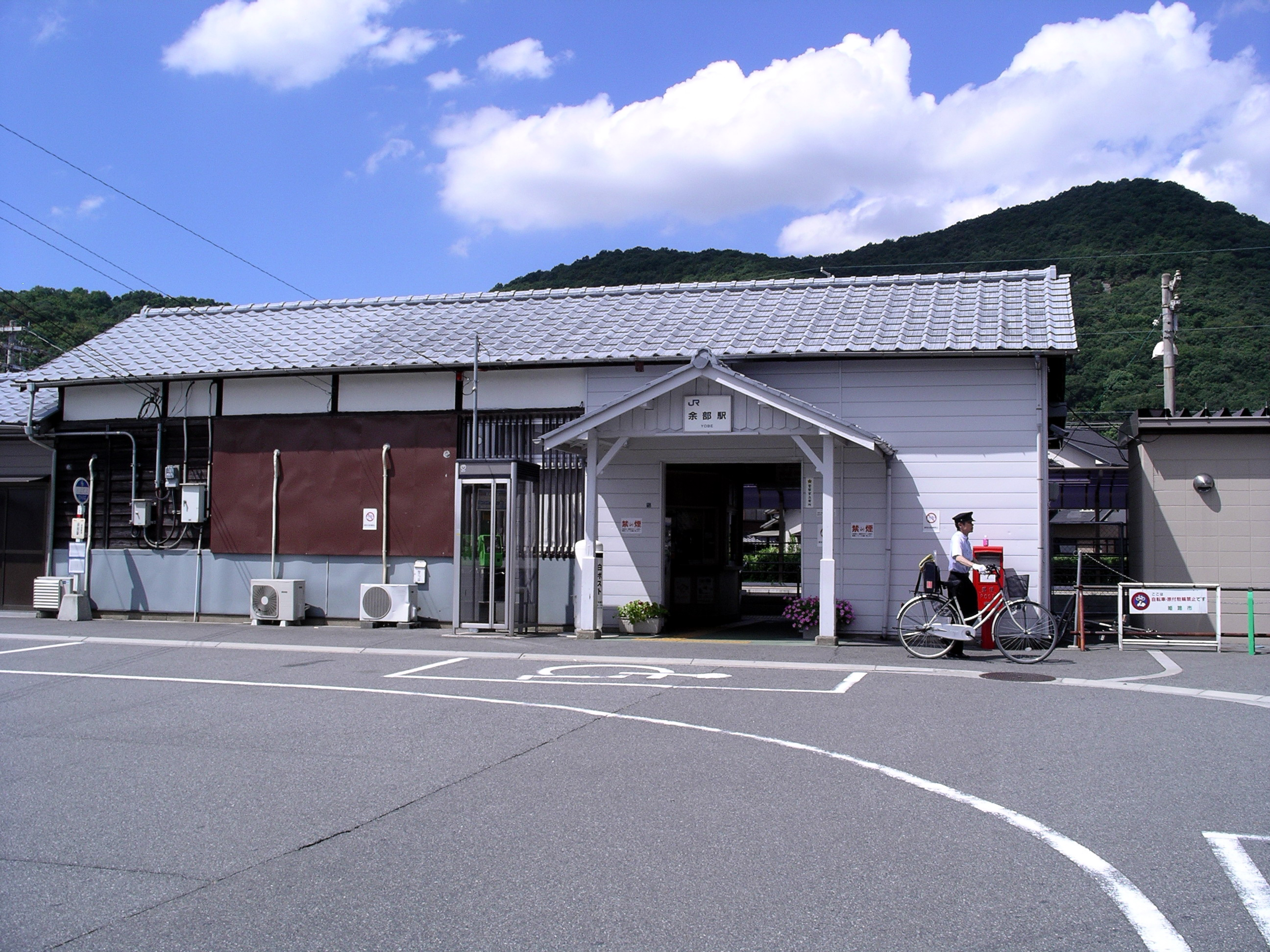
駅舎（2012年8月）
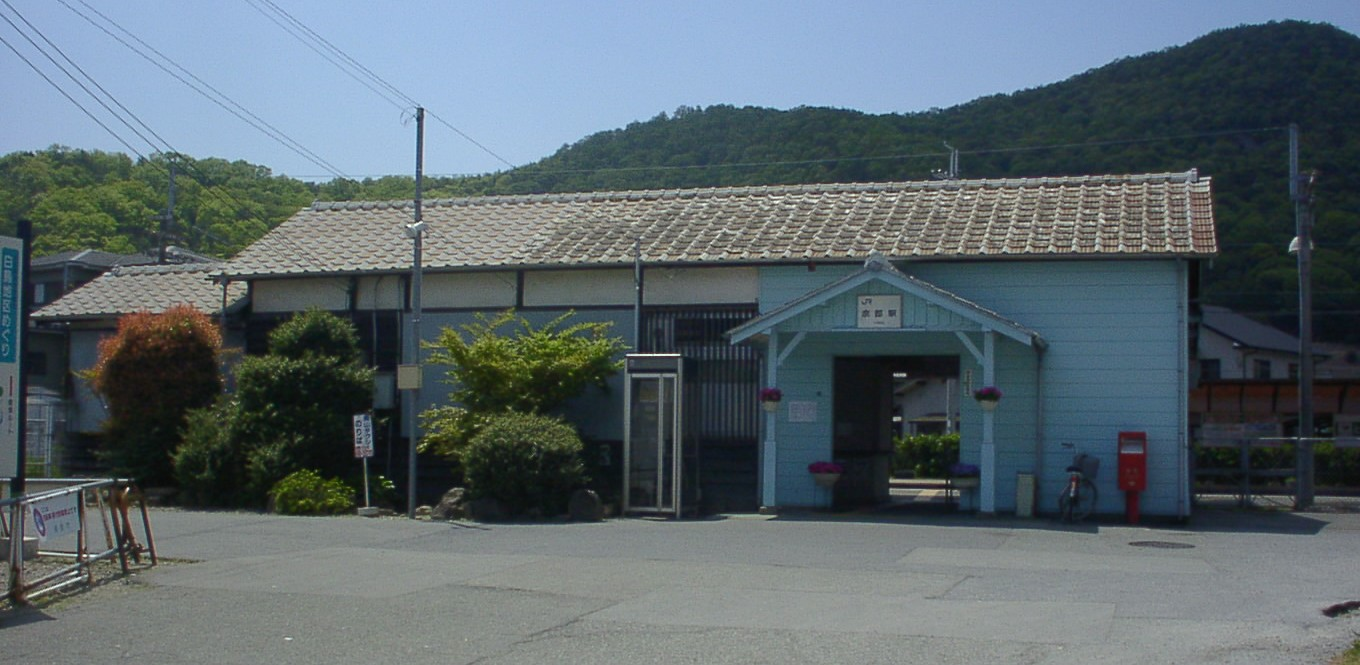
改修工事前の駅舎（2006年5月）

## 駅構造

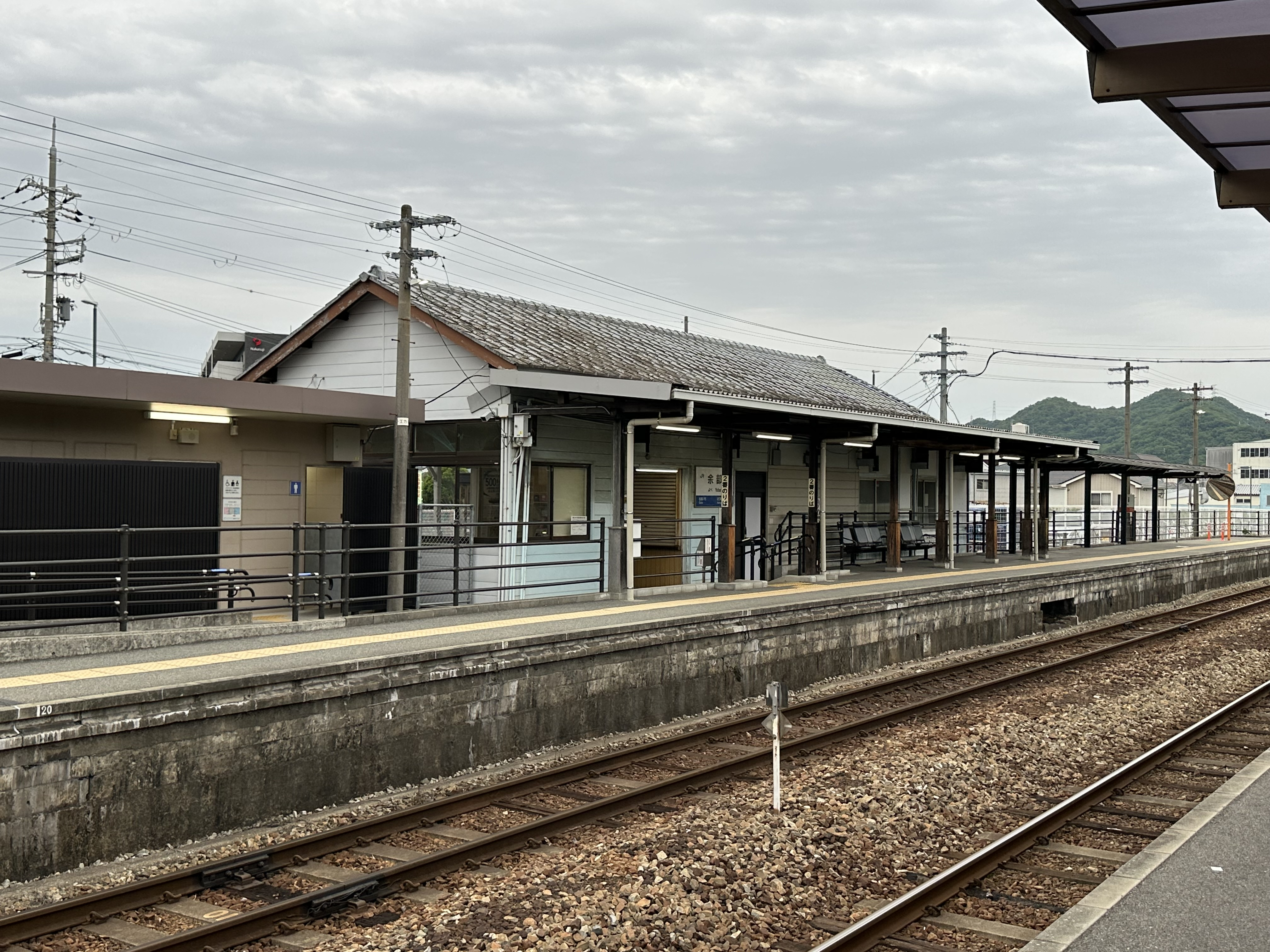
2番線ホーム

相対式ホーム2面2線を有する列車交換可能な地上駅である。配線は1線スルーでない。安全側線は、姫路寄り2番線に、播磨新宮寄り1番線に設置されている。両ホームを連絡する跨線橋は無く、構内踏切によりホーム間の移動が可能。
駅舎は木造。駅舎内部には待合所・改札口・自動券売機が設置されている。構内踏切は2本のホームを結ぶだけでなく駅裏手をも結んでおり、駅裏手から駅舎を通らず直接ホームへの出入りが可能である。

### のりば
| のりば | 路線   | 方向 | 行先     |
| ------ | ------ | ---- | -------- |
| 1      | 姫新線 | 下り | 佐用方面 |
| 2      | 姫新線 | 上り | 姫路方面 |

※工事前まではのりば番号が無かったが、工事完了に伴い設定された。駅舎側が2番のりばである。

## 利用状況
「兵庫県統計書」によると、2023年度の1日平均乗車人員は、2,097人である。
姫新線の駅の中では姫路駅に次いで多く、姫新線単独駅としては最多である。
近年の1日平均乗車人員の推移は以下の通り。
| 年度   | 1日平均 乗車人員 |
| ------ | ---------------- |
| 1995年 | 1,641            |
| 1996年 | 1,739            |
| 1997年 | 1,748            |
| 1998年 | 1,831            |
| 1999年 | 1,793            |
| 2000年 | 1,753            |
| 2001年 | 1,686            |
| 2002年 | 1,627            |
| 2003年 | 1,675            |
| 2004年 | 1,679            |
| 2005年 | 1,650            |
| 2006年 | 1,646            |
| 2007年 | 1,694            |
| 2008年 | 1,736            |
| 2009年 | 1,676            |
| 2010年 | 1,751            |
| 2011年 | 1,856            |
| 2012年 | 1,949            |
| 2013年 | 2,081            |
| 2014年 | 2,041            |
| 2015年 | 2,113            |
| 2016年 | 2,191            |
| 2017年 | 2,265            |
| 2018年 | 2,254            |
| 2019年 | 2,228            |
| 2020年 | 1,787            |
| 2021年 | 1,909            |
| 2022年 | 2,055            |
| 2023年 | 2,097            |

## 駅周辺
当駅の約700 m南東で、夢前川が支流の菅生川を併せる。姫新線は合流点南方で夢前川を渡っており、播磨高岡駅 - 当駅間の北側車窓から合流点を望める。2015年3月に改定した「姫路市都市計画マスタープラン」において、当駅周辺は「主核」たる姫路駅に対する、姫路市西部地区における「地域核」として位置付けられている。
- 兵庫県立大学姫路工学キャンパス
- 兵庫県立姫路飾西高等学校
- ひめじ運転区
- 網干総合車両所余部派出所
- 兵庫県道724号姫路新宮線 - この道は、かつての因幡街道であり、国道29号の旧道でもあった。
- 大白書橋 - 当駅から最寄りの菅生川を渡るための橋梁。
- 三相電機

## バス路線
最寄りのバス停は「余部駅前」である。
| 停留所名 | 運行事業者 | 路線名・系統・行先 |
| -------- | ---------- | --- |
| 余部駅前 | 神姫バス   | - 31系統・32系統・33系統：姫路駅（北口） / 山崎 - 34系統：姫路駅（北口） / グリーンステーション鹿ヶ壺 - 35系統：姫路駅（北口） / 緑台 |

## 隣の駅
西日本旅客鉄道（JR西日本）
 姫新線
播磨高岡駅 - 余部駅 - （余部信号場） - 太市駅